# Diana Ossana
Diana Lynn Ossana (St. Louis, 24 de agosto de 1949) é uma escritora e roteirista estadunidense. Ela ganhou um Oscar, um BAFTA Award e um Globo de Ouro pelo roteiro do filme O Segredo de Brokeback Mountain de 2005.

## Livros
(todos com Larry McMurtry)
- 1994: Pretty Boy Floyd (biografia ficcionalizada do gangster)
- 1997: Zeke and Ned (biografia ficcionalizada do últimos guerreiros Cherokee)